# Monarchia

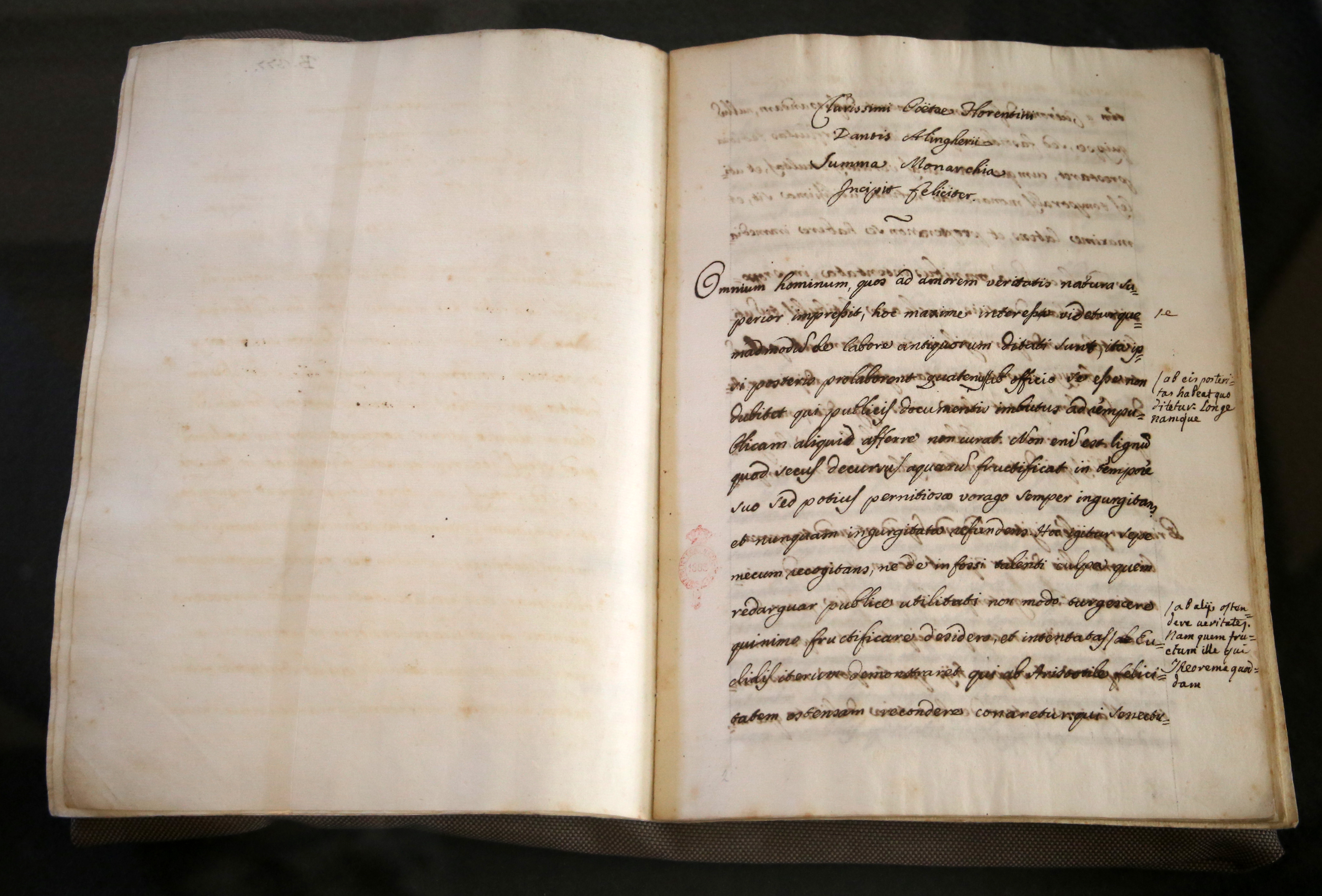
Monarchia (1700-50s)

De Monarchia ist das politiktheoretische Hauptwerk Dante Alighieris. Das Werk ist wahrscheinlich nach dem Tod Kaiser Heinrichs VII. verfasst worden (vielleicht 1316), muss aber noch als Reaktion auf dessen Politik einer Restauratio imperii gesehen werden.
Kernpunkt ist Dantes Ansicht, dass der Kaiser die Weltherrschaft ausüben müsse, damit die göttliche Ordnung verwirklicht werden kann. Die Monarchia, die in drei Bücher eingeteilt ist, verfasste Dante nach aristotelischen Gesichtspunkten und wandte sich mit dem Inhalt gegen den päpstlichen Herrschaftsanspruch (siehe auch Bonifaz VIII. und Unam Sanctam). Oft als Anachronismus und naive Phantasterei gebrandmarkt, reflektierte das Werk doch die mittelalterlichen Vorstellungen von der Universalmacht des Imperiums.

## Inhalt
Im ersten Kapitel des ersten Buches beschreibt Dante die Absicht seines Werkes. Nach dem Vorbild von Aristoteles beschreibt er, dass alle Menschen von Natur aus nach Wissen streben. Dieses Wissen, das wir uns aneignen sollen, wurde uns von den Vorfahren zur Verfügung gestellt. Wir sind durch ihre Arbeit bereichert worden und das Gleiche gilt es für uns zu tun. Wir müssen für die Nachwelt arbeiten, sonst versäumt man seine Pflicht. Es nützt aber nichts, Altes wiederholt neu aufzuzeichnen, das wäre verschwendete Zeit, sondern man muss Neues herausfinden und erforschen. Dante will in seinem Werk noch weiter gehen, er will die Wahrheit enthüllen und zwar will er die Wahrheit der zeitlichen, weltlichen Monarchie ans Licht bringen, denn diese wurde noch zu wenig erforscht. Das lag daran, dass es kurzfristig für die Forscher keinen Nutzen hatte, man erhielt unmittelbar keinen Gewinn. Dante aber meint, dass es nützlich ist für langfristige Erfolge zu arbeiten, die allerdings kurzfristig keinen Gewinn erzielen.
Im zweiten Kapitel definiert er seine Arbeitsschritte genauer. Er will die zeitliche Monarchie studieren, das heißt, alles was jenseits der Zeit ist, gehört nicht zur weltlichen Monarchie, zum Beispiel Gott und Seelen gehören zum Jenseits.
Danach gilt es im 3. Abschnitt die Zweifelsfragen zu definieren:
- Ist die Monarchie für das Wohl der Menschheit notwendig?
- Hat das römische Volk das Amt des Monarchen von Rechts wegen in Anspruch genommen?
- Hängt die Autorität des Imperiums von der des Papsttums ab?

Im 5. Abschnitt geht es um die Erkenntnis, dass es Dinge gibt, die man nicht beeinflussen kann, die nicht unserer Macht unterliegen, wie zum Beispiel die Mathematik, die Physik und die Metaphysik. Diese Dingen kann man nur beobachten. Jedoch die Dinge, die man beeinflussen kann, braucht jeder in seinem eigenen Nutzen. Aristoteles wirft da die Frage auf: „Wie sollen wir handeln?“ Das wiederum zieht die Bibel in Betracht. Die Bibel als Autorität gibt Antworten auf die Frage, was gut und was schlecht ist. Grundlegend aber sagt Dante, sei die Tätigkeit alleine das Ziel der menschlichen Gattung. Die Voraussetzung für die Verwirklichung dieses Ziels ist der Frieden.
Die erste Frage bejaht er noch im ersten Buch und begründet es unter anderem damit, dass alles auf Eines hingeordnet ist, es die Absicht und Selbstdarstellung Gottes auf Erden ist, ein höchster Richter in weltlichen Angelegenheiten notwendig sei und die Menschen unter dem Monarchen die größte Freiheit besitzen.
Im zweiten Buch gibt er Argumente an, warum das römische Volk von Rechts wegen das Amt des Monarchen innehat. Er ist der Meinung, dass das römische Volk das adeligste ist, von Natur aus zum Herrschen eingesetzt wurde und gegen alle anderen gesiegt hat.
Der Aufbau des dritten Buches unterscheidet sich von den anderen beiden insofern, als Dante zunächst die Argumente seiner Gegner widerlegt, die die Abhängigkeit der Autorität des Imperiums von der des Papsttums durch die Bibel und die Geschichte, z. B. durch die Konstantinische Schenkung begründen.
Im zweiten Teil beginnt Dante mit der Darlegung seiner Wahrheit. Die Kirche besitzt nicht die Macht, den Kaiser einzusetzen, sondern die kaiserliche Autorität stammt direkt von Gott. Der Mensch hat zwei übergeordnete Ziele, das irdische und das himmlische Paradies. Er gelangt mit verschiedenen Mitteln dorthin, mit der Vernunft (philosophische Tugenden) und mit dem Glauben (theologische Tugenden). Kaiser und Papst, die auf Grund der menschlichen Begierden notwendig sind, übernehmen die Führung zum Erreichen der beiden Ziele. Sie sind beide von Gott eingesetzt und einander gegenüber unabhängig und gleichberechtigt.
Im 15. Jahrhundert übersetzte der Humanist Marsilio Ficino De Monarchia ins Italienische.

## Übersetzungen
- Monarchey oder dasz das Keyserthumb zu der wolfart diser Welt von nöten, B. J. Heroldt, Basel 1559 (Faksimile 1965)
- Über die Monarchie, K. L. Kannegießer, Leipzig 1845
- Über die Monarchie, O. Hubatsch, Berlin 1872
- Monarchie, C. Sauter, Freiburg im Breisgau 1913 (Nachdruck 1974)
- Die Monarchie, W. von den Steinen, München 1923
- Monarchia. Studienausgabe lat.-dt., hrsg. von R. Imbach und C. Flüeler, Stuttgart 1998